# Портрет на мъж (Ян Купецки)
„Портрет на мъж“ (на словашки: Portrét muža) или „Автопортрет“ (на словашки: Autoportrét) е картина на словашкия художник Ян Купецки. Създадена е в периода 1730 – 1750 г.
Картината е рисувана с маслени бои на платно и е с размери 68,2 x 56 cm. Този портрет е по-различен от подобните му. Представлява съчетание на светлина и сумрак. Подчертават се действителните черти на лицето, като са намалени описателните детайли. Този портрет на неизвестен мъж се счита дълго време за единствената оригинална творба на Ян Купецки в колекциите на словашките галерии и музеи. Картината е с по-късен подпис и дата – около 1709 г. На базата на сравнения, се счита, че е автопортрет на художника от около 1700 г. В монографията на Едуард Сафарик, се предполага, че творбата е ранен автопортрет на значително по-младия художник Франц Антон Палко. Италианският период на художника е много слабо познат. Единствената доказана негова картина от това време е „Портрет на мъж“ („Автопортрет“). Неговото творчество е фокусирано главно върху рисуване на портрети. Ян Купецки е сред най-ярките представители на Централноевропейския барок.
Картината е част от колекцията на Националната галерия в Братислава, Словакия.